# Ceann Comhairle
El Ceann Comhairle (del idioma irlandés "Jefe del Consejo") es el presidente o portavoz del Dáil Éireann, la cámara baja del Oireachtas o Parlamento de Irlanda.
La persona que ocupa el cargo es elegida por los miembros del Dáil de entre sus miembros en la primera sesión después de cada elección general. 
El Ceann Comhairle desde el 18 de diciembre de 2024 es Verona Murphy, TD independiente.

## Descripción general
El Ceann Comhairle debe seguir una estricta imparcialidad. A pesar de ello, los gobiernos normalmente intentan seleccionar a un miembro de su propio partido político para el cargo cuando cuenta con suficientes diputados para permitir esa elección. Para proteger la neutralidad del presidente, la Constitución de Irlanda establece que el Ceann Comhairle en ejercicio no puede buscar la reelección como Teachta Dála, sino que se considera automáticamente reelegido por su circunscripción en la siguiente elección general, a menos que se retiren del cargo. Como consecuencia, esa circunscripción que eligió al Ceann Comhairle en ejercicio elegirá un diputado menos de lo que le corresponde habitualmente.Ni el Ceann Comhairle ni el vicepresidente de la cámara, denominado Leas-Cheann Comhairle, podrán ejercer ningún cargo del gobierno.
El Ceann Comhairle no participa en los debates ni vota, salvo en caso de empate. En este caso, generalmente votan a favor de continuar con los debates, y en caso de negativa, a favor del statu quo. El Ceann Comhairle abre formalmente la sesión de cada día con la lectura de la oración oficial. El Ceann Comhairle es el único regulador del orden en la cámara y tiene una serie de funciones especiales. Específicamente, el Ceann Comhairle:
- Pide a los miembros que hagan uso de la palabra. Todos los discursos deben dirigirse al Ceann Comhairle.
- Plantea dichas cuestiones a la Cámara y supervisa y declara los resultados de las divisiones.
- Tiene autoridad para llamar al orden. Para garantizar la obediencia a sus decisiones, el Ceann Comhairle puede ordenar a los miembros que se retiren del Dáil o suspender a un individuo de la Cámara por un período. En caso de gran desorden, el Ceann Comhairle puede suspender o aplazar la sesión.
- Hace sonar una campana cuando los TD no respetan el orden planteado por él mismo.

El Ceann Comhairle es miembro ex officio de la Comisión Presidencial, del Consejo de Estado y de la Comisión de Nombramientos del Servicio Público.

## Elección
Según las reglas para la elección del Ceann Comhairle, introducidas durante el 31.er Dáil, los candidatos deben ser nominados por al menos otros siete miembros del Dáil Éireann. Cada miembro solo podrá nominar un candidato. Para que sean válidas, las nominaciones deben presentarse al Secretario del Dáil a más tardar a las seis de la tarde del día anterior al primer día en que se reúna el Dáil después de las elecciones generales, pero pueden retirarse en cualquier momento hasta el cierre de las nominaciones.
Si se nomina a más de un candidato, el Dáil realizará una votación secreta por orden de preferencia después de los discursos de los candidatos, que no podrán exceder de cinco minutos, requiriéndose una mayoría absoluta para la victoria.Si ningún candidato obtiene la mayoría de las primeras preferencias, el individuo con menos votos será eliminado y sus votos serán redistribuidos de acuerdo con su siguiente preferencia más alta, bajo el sistema de segunda vuelta instantánea.Las eliminaciones y redistribuciones continuarán hasta que un miembro obtenga la mayoría absoluta requerida. Luego, la Cámara votará una moción formal para nombrar al miembro en cuestión para el cargo de Ceann Comhairle. El Secretario del Dáil será el presidente de la Cámara durante el proceso electoral.